# Hội trường Giao lưu UFO Iino, Fukushima
Hội trường Giao lưu UFO Iino, Fukushima (tiếng Nhật: 福島市飯野UFOふれあい館, đã Latinh hoá: Fukushima Iino no UFO Fureaikan) là phòng triển lãm và cơ sở công cộng đa năng hiếm hoi tại Nhật Bản chuyên trưng bày tài liệu liên quan đến UFO khai trương vào tháng 11 năm 1992. Hội trường này tọa lạc ngay tại "Quê hương UFO" ở Iino, Fukushima, tỉnh Fukushima, trên sườn núi Senganmori.
Hội trường hiện sở hữu cả một bộ sưu tập khoảng 3.000 tài liệu dưới dạng video và ảnh chụp về UFO trên toàn nước Nhật, kèm theo nguồn sách báo do nhà UFO học kiêm nhà sáng lập Hội Nghiên cứu Đĩa bay Nhật Bản tên là Arai Kinichi quyên tặng.